# Micropsectra xantha
Micropsectra xantha är en tvåvingeart som först beskrevs av Roback 1955.  Micropsectra xantha ingår i släktet Micropsectra och familjen fjädermyggor. Inga underarter finns listade i Catalogue of Life.